# Городское поселение Снегири
Городско́е поселе́ние Снегири́ — упразднённое муниципальное образование (городское поселение) в Истринском муниципальном районе Московской области. Было образовано в 2005 году. Включало 9 населённых пунктов, крупнейший из которых посёлок городского типа Снегири.

## История
В ходе муниципальной реформы, проведённой после принятия федерального закона 2003 года «Об общих принципах организации местного самоуправления в Российской Федерации», в Московской области были сформированы городские и сельские поселения.
Городское поселение Снегири было образовано согласно закону Московской области от 28 февраля 2005 г. № 86/2005-ОЗ «О статусе и границах Истринского муниципального района и вновь образованных в его составе муниципальных образований».
В состав городского поселения вошли посёлок городского типа Снегири и 8 деревень Ленинского сельского округа. Старое деление на сельские округа было отменено позже, в 2006 году.
Законом Московской области от 22 февраля 2017 года № 21/2017-ОЗ, 11 марта 2017 года все муниципальные образования Истринского муниципального района — городские поселения Дедовск, Истра и Снегири, сельские поселения Бужаровское, Букарёвское, Ермолинское, Ивановское, Костровское, Лучинское, Новопетровское, Обушковское, Онуфриевское, Павло-Слободское и Ядроминское — были преобразованы, путём их объединения, в городской округ Истра.

## Население
| 2006  | 2007  | 2008  | 2009  | 2010  | 2011  |
| ----- | ----- | ----- | ----- | ----- | ----- |
| 3920  | ↘3604 | ↘2913 | ↗3461 | ↗3695 | ↘3677 |
| 2012  | 2013  | 2014  | 2015  | 2016  | 2017  |
| →3677 | ↘3674 | ↘3589 | ↘3555 | ↘3463 | ↘3417 |

## Состав городского поселения
| № | Населённый пункт | Тип населённого пункта                 | Население |
| - | ---------------- | -------------------------------------- | --------- |
| 1 | Дедово-Талызино  | деревня                                | ↗7        |
| 2 | Ленино           | деревня                                | ↗404      |
| 3 | Надовражино      | деревня                                | ↗25       |
| 4 | Петровское       | деревня                                | ↘11       |
| 5 | Садки            | деревня                                | ↘6        |
| 6 | Селиваниха       | деревня                                | ↘25       |
| 7 | Снегири          | дачный посёлок, административный центр | ↘5468     |
| 8 | Турово           | деревня                                | ↗22       |
| 9 | Хованское        | деревня                                | ↗18       |